# Alexis Lepère der Ältere

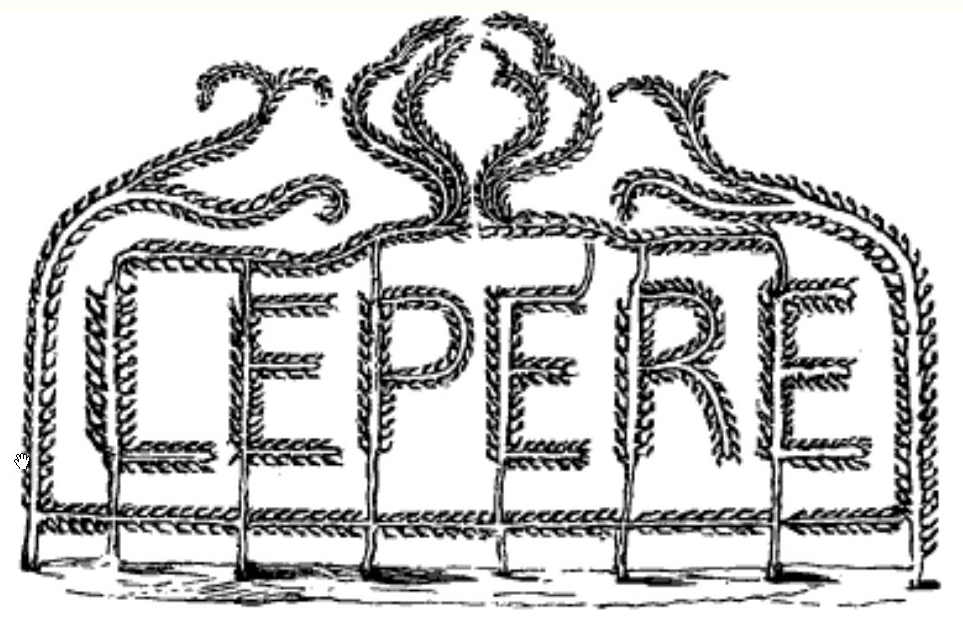
Schriftzug Lepere aus Spalierbäumen am Eingang der Baumschule

Alexis Lepère (* 9. Mai 1799 in Montreuil; † 29. Mai 1883 ebenda) war ein französischer Gärtner und Obstzüchter. Er erlangte in Europa große Bekanntheit für seine Kenntnisse und Fähigkeiten im Bereich der Spalierobstzucht und Pfirsichkultur. Er war der Vater des Gärtners Alexis Lepère des Jüngeren.

## Leben

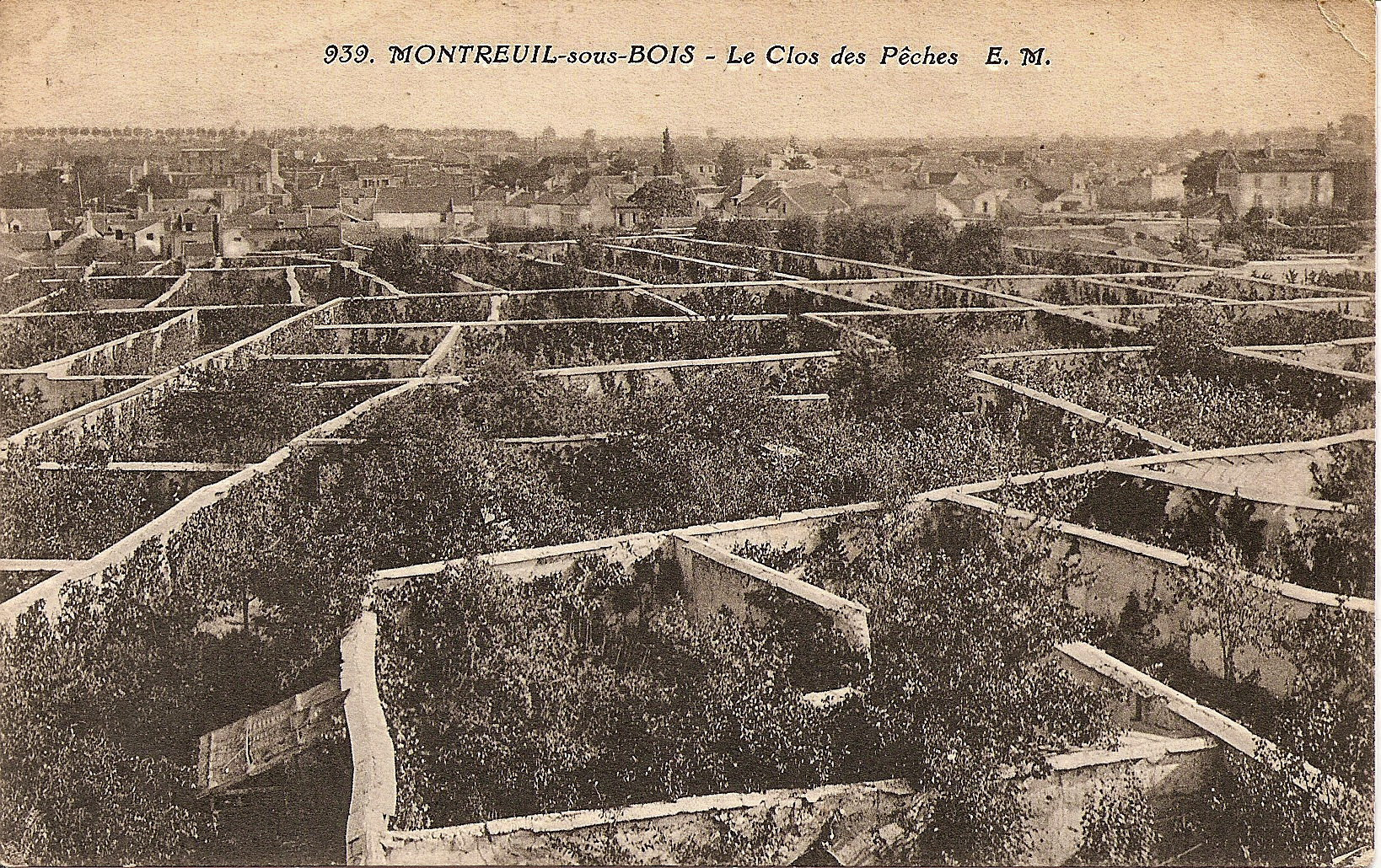
Die Obstmauern in Montreuil

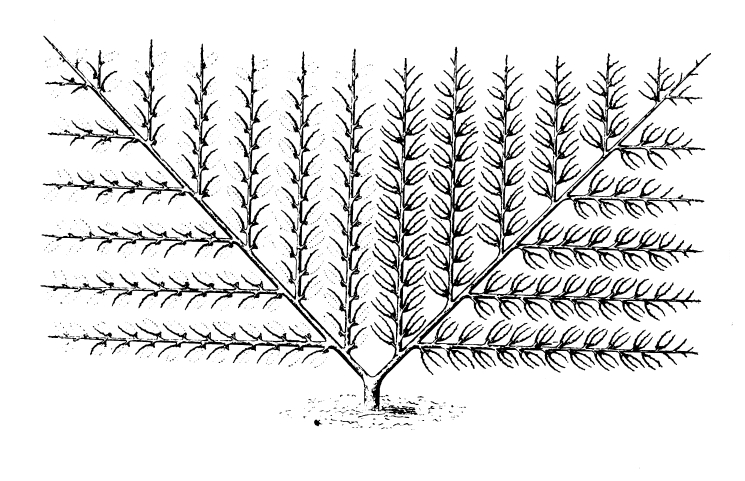
Palmette nach Lepère

Alexis Lepère wurde im Jahr 1799 als Sohn eines Pfirsichgärtners in Montreuil bei Paris geboren. In Montreuil war die Kultur von Obstbäumen, vor allem von Pfirsichen an Talutmauern sehr verbreitet, weshalb der Ort auch Montreuil aux pêches genannt wurde. Durch dieses besondere, bereits seit dem 17. Jahrhundert in dem Ort entwickelte Kulturverfahren gelang es den Gärtnern der Stadt, auch wärmebedürftige Obstarten zu kultivieren und Früchte von besonderer Qualität zu erzeugen, mit denen der nahegelegene Königshof in Paris und die Pariser Märkte beliefert wurden. In Lepères Familie hatten bereits mehrere Generationen als Pfirsichzüchter gearbeitet.

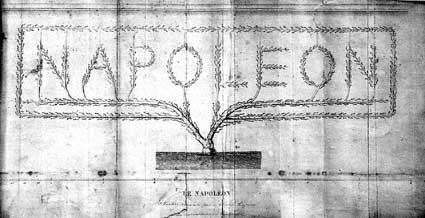
Schriftzug Napoleon aus einem Spalierbaum gezogen

Lepère bewies bereits in jungen Jahren ein großes Talent für den Garten- und Obstbau, so dass er schon im Alter von 26 Jahren mit der Anlage des Parc Montreau in Montreuil beauftragt wurde. Er verbesserte die Kultur der Pfirsichbäume durch besondere Schnitt- und Baumerziehungsformen und nahm für sich in Anspruch, der Erfinder der Wuchsform Espalier caré zu sein. Später wurde diese Spalierform auch als Palmette von Lepère oder Verbesserte Montreuil-Palmette bezeichnet. Durch die besondere Schnitt- und Kulturtechnik gelang es ihm, hohe Erträge und qualitativ hochwertige Früchte zu ziehen. In seinem Obstgarten in der Rue Cuve du Faubourg, der nur eine Größe von knapp einem Hektar hatte, betrieb er eine Baumschule und erntete jährlich bis zu 40.000 Pfirsiche, die wegen der herausragenden Qualität überwiegend zu Stückpreisen verkauft wurden.
Als Beweis für sein Geschick beim Spalierobstschnitt hatte Lepère an einer Mauer am Eingang seiner Baumschule aus den Zweigen von acht Pfirsichbäumen den Namenszug Lepere geformt, über dem die Zweige eine Krone formten. Auf dem Gelände befand sich außerdem eine Mauer, an der Spalierbäume so erzogen waren, dass sie die drei Worte Napoléon, Eugenie und Prince Impérial bildeten, wodurch Kaiser Napoleon III., dessen Frau Kaiserin Eugenie und der 1856 geborene Thronfolger Napoléon Eugène Louis Bonaparte gehuldigt werden sollten.
Durch seine außerordentlichen Erfolge erlangte er internationale Bekanntheit und wurde unter anderem als der Kaiser der Pfirsichzucht bezeichnet. Lepère war stets darum bemüht, sein Wissen an andere Gärtner weiterzugeben. So veröffentlichte er ein Buch über die Kultur des Pfirsichs und die besondere Schnitttechnik, das, zunächst im Eigenverlag herausgegeben, später zum Standardwerk wurde, in insgesamt sieben Auflagen erschien und auch ins Deutsche übersetzt wurde.
In den Frühjahrs- und Sommermonaten hielt Lepère gegen ein Eintrittsgeld von 1 Franc in seinem Garten zweimal wöchentlich Vorträge und gab Vorführungen im Obstbaumschnitt, zu denen zahlreiche Teilnehmer kamen, oft sogar auch aus dem Ausland.
Zahlreiche Gärtner besuchten Lepère, um an seinen Vorlesungen teilzunehmen oder eine Zeit lang bei ihm zu arbeiten und von ihm zu lernen. Darunter waren unter anderem F. Malleson, der Hofgärtner von Claremont House des Königs von Belgien, Karl Heinrich Koch und der Baumschulbesitzer Nicolas Gaucher, der später erheblichen Einfluss auf die Verbreitung des Formobstbaus in Deutschland hatte. Der spätere königlich-preußische Hofgärtner Gustav I. Adolph Fintelmann ließ sich von März bis Juni 1827 von Lepère in die Kultivierung besonders anspruchsvoller Obstsorten einweisen.
Lepere war Mitglied der Société centrale d'horticulture des France sowie korrespondierendes Mitglied der Société royale linnéenne de Bruxelles. Er gehörte außerdem der Commission royale des Pomologie belge an.
Sein Sohn Alexis Lepère der Jüngere lernte von ihm und eiferte ihm nach. Er fertigte die Zeichnungen in dem Buch seines Vaters an. Nachdem der Großgrundbesitzer Albert von Schlippenbach und seine Schwester, die Gräfin Agnes von Hahn, 1853 den Lepèr'schen Garten in Montreuil besichtigt hatten und von der Qualität der dort gezogenen Früchte sehr beeindruckt waren, reiste Alexis Lepère der Jüngere im Frühjahr 1854 nach Norddeutschland und legte auf Schloss Basedow, dem Anwesen von Friedrich von Hahn, Obstpflanzungen an Mauern nach den Kulturmethoden seines Vaters an. Er erhielt weitere Aufträge, so dass er in den folgenden Jahren im Ausland, vor allem in Deutschland, mehr als vierzig Obstanlagen mit Talutmauern anlegte, darunter im Auftrag von Albert von Schlippenbach bei Schloß Arendsee, für den preußischen Kammerherrn Friedrich von Behr auf dem Gutshaus Vargatz bei Bandelin sowie zusammen mit Gustav I. Adolph Fintelmann im Auftrag von Kaiser Wilhelm I. im Jahr 1862 am Königlichen Weinberg am Klausberg und 1863 auf dem Gelände der ehemaligen Hofgärtnerei im Park Babelsberg.
Alexis Lepère starb am 25. Mai 1883 und wurde auf dem Friedhof von Montreuil begraben. Sein Grab schmückt ein unter Denkmalschutz stehender Gedenkstein mit Lepères Büste, der von den Obstzüchtern Montreuils gestiftet wurde.

## Ehrungen

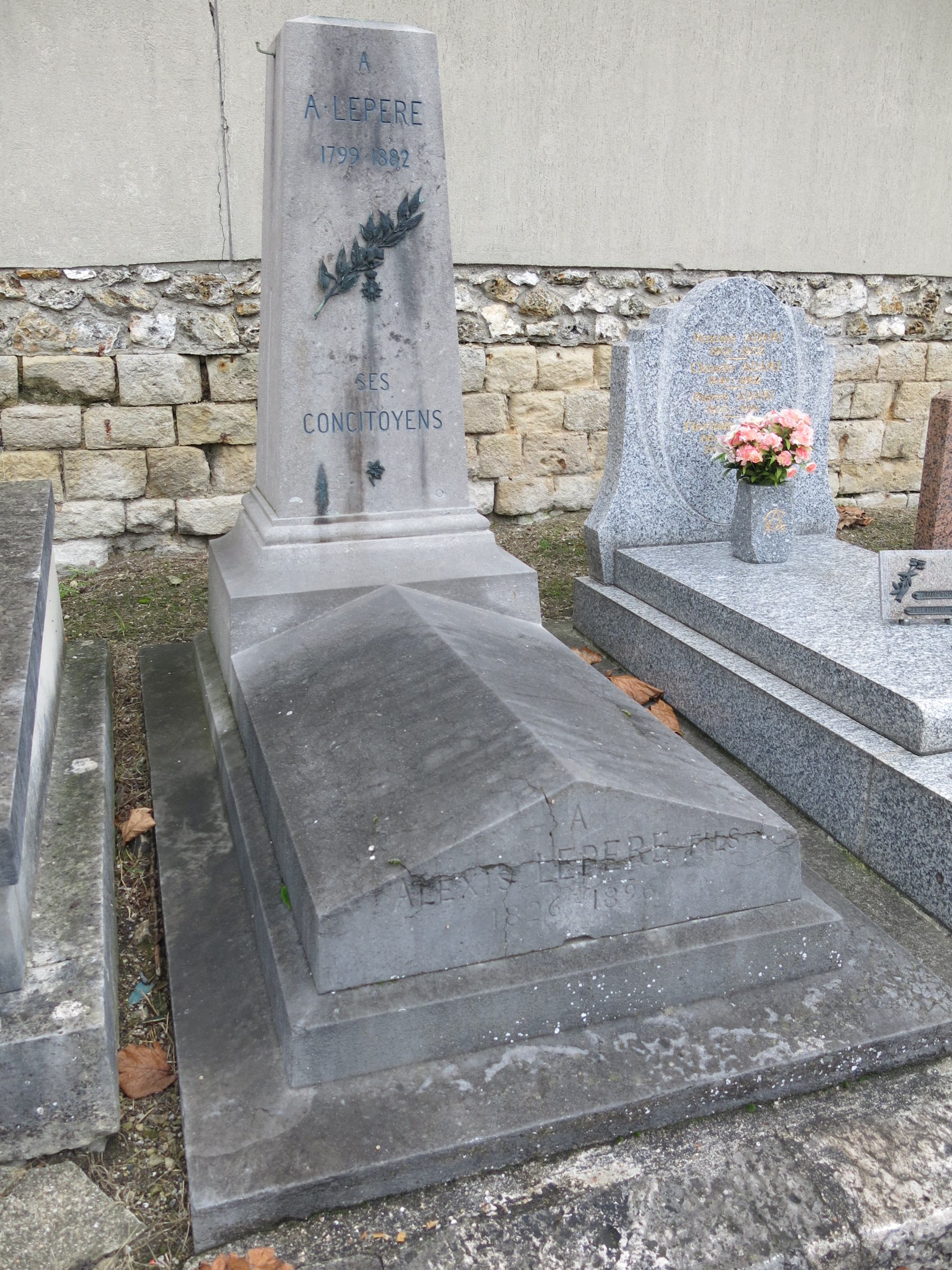
Grabstein auf dem Friedhof von Montreuil

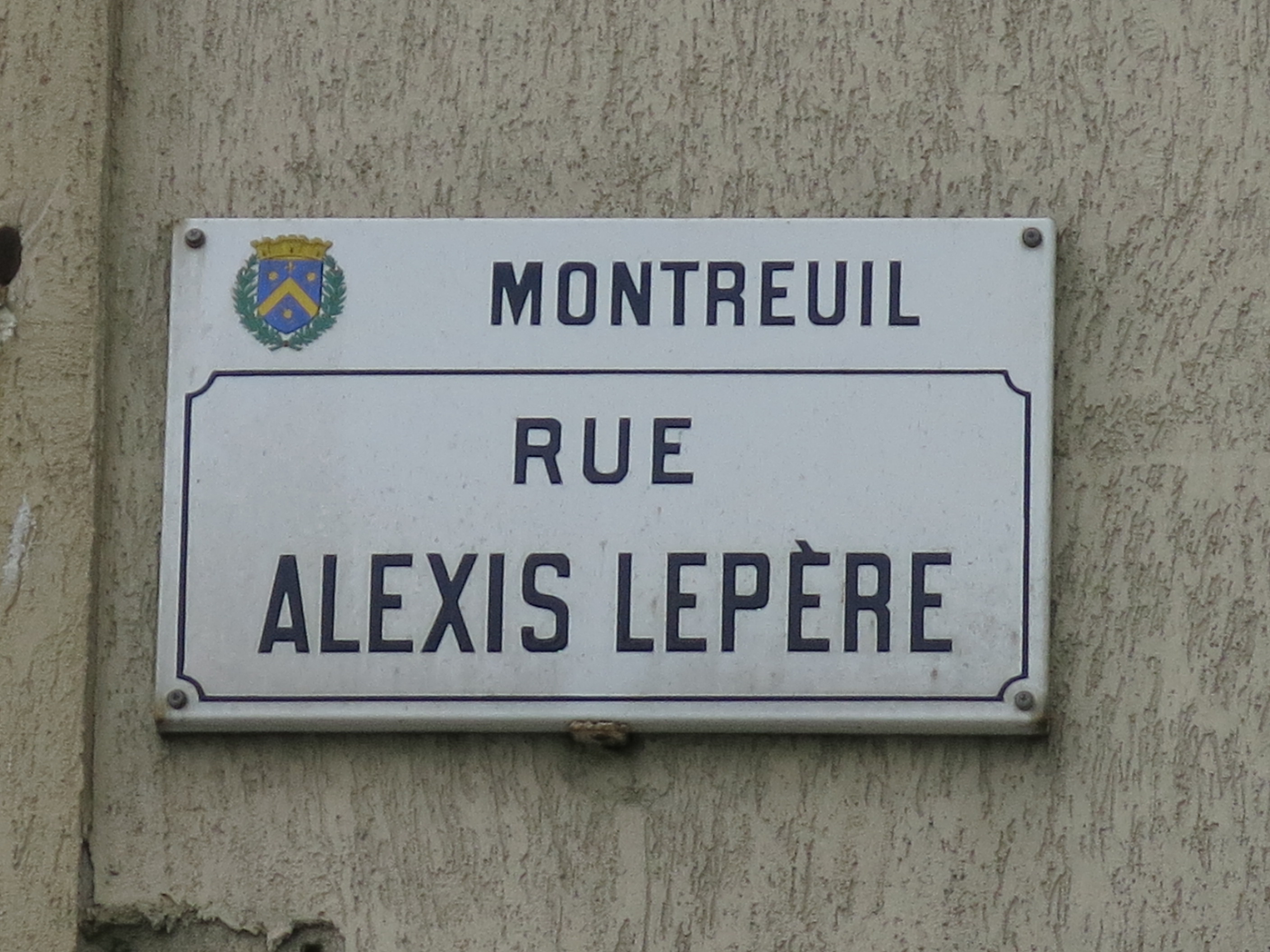
Straßenschild der Rue Alexis Lepère in Montreuil

- 1836 wurden ihm von der Société royale d'horticulture de France zwei Medaillen verliehen.[3]
- 1855 wurde er durch Napoléon III. zum Chevalier de la Légion d’honneur ernannt.[3]
- 1867 wurde er zum Ritter des Ordens von Leopold von Belgien ernannt.[24]
- Der französische Minister für Landwirtschaft und Wirtschaft verlieh ihm für seine Verdienste in der Obstzucht eine goldene Medaille.[25]
- Der Rosenzüchter Jacques Vigneron benannte 1875 eine Remontant-Hybride nach Alexis Lepère.[26]
- In seiner Heimatstadt Montreuil ist die Rue Alexis Lepère nach ihm benannt.

## Obstsorten
Alexis Lepère der Ältere war der Züchter der aus Samen gezogenen Pfirsichsorte Pêche Lepère, der in Deutschland auch als Galande von Montreuil verbreitet wurde, die 1846 in den Handel gebracht wurde. Die 1876 in den Handel gebrachte Pfirsichsorte Alexis Lepère ist eine Züchtung seines Sohnes.

## Werke
- Pratique raisonnée de la taille du pêcher en espalier carré: contenant sa culture, sa multiplication, les principes généraux de la taille et leur application à la forme carrée, la taille dit à la Montreuil, les moyens de restaurer les vieux arbres, et de remédier aux maladies et accidents dont le pêcher peut être frappé, et la description des variétés de pêches les meilleures à cultiver.
  - 1. Auflage im Eigenverlag
  - 2. Auflage 1846
  - 3. Auflage 1852
  - 5. Auflage 1860
  - 6. Auflage 1864
  - 7. Auflage, Verlag von Mme Ve. Bouchard-Huzard, 1873

- Die Kultur des Pfirsichbaumes in Karré-, Fächer-, Herzstamm-, Leyer-, Windstoß-, Armleuchter- und anderen Formen, nebst Erläuterungen über das Beschneiden, die Vermehrung, die Krankheiten des Pfirsichbaumes und einem Verzeichnis der besten Sorten. Für Gärtner, Gartenbesitzer und Freunde des Pfirsichbaumes. Nach der fünften französ. Originalausgabe übersetzt aus dem Französischen von J. Hartwig. Verlag von Bernhard Friedrich Voigt, Weimar 1861.
  - Die Kultur des Pfirsichbaumes am Spaliere. Für Gärtner, Gartenbesitzer und Freunde des Pfirsichbaumes. 2. umgearbeitete Auflage, Verlag von Bernhard Friedrich Voigt, Weimar 1886